# 深度浩室
深度浩室是浩室音乐的子流派，起源于20世纪80年代，起初融合了芝加哥浩室和80年代放克爵士的元素，也触及到了灵魂音乐。拉里·赫德在1984年发布的曲目Mystery of Love被认为是这一曲风的起源。
这种浩室音乐的风格往往给人原音乐的感觉。线上音乐商店Beatport线上音乐商店因推广深度浩室受到称赞，但也被指责为很多音乐人的作品贴上了错误的标签，这也促成了未来浩室的兴起。